# Joe el rei
Joe el rei  (títol original: Joe the King) és una pel·lícula estatunidenca dirigida per Frank Whaley i estrenada el 1999. Ha estat doblada al català.
Frank Whaley, igualment autor del guió, s'ha inspirat àmpliament en la seva infantesa i la del seu germà per realitzar aquest film.

## Argument
Joseph Henry és un nen difícil però espavilat, poc adaptat a l'escola i impulsiu. Amb el seu germà Mike, un any més gran, viu en una família desestructurada, dirigida per un pare sense ambició, alcohòlic i violent i una mare desbordada. Joe està traumatitzat per la posició del seu pare que és el responsable de manteniment a l'escola que va i per això ha de patir les pulles dels seus camarades.
El seu pare contreu múltiples deutes al seu entorn i és incapaç d'ocupar-se raonablement dels seus fils que estan deixats de la mà de Déu.

## Repartiment
- Noah Fleiss: Joe Henry
- Max Ligosh: Mike Henry, el germà
- Val Kilmer: Bob Henry, el pare
- Karen Young: Theresa Henry, la mare
- James Costa: Ray, el company de Joe
- Ethan Hawke: Len Coles, el conseller d'educació
- Austin Pendleton: Winston
- John Leguizamo: Jorge, l'empleat del restaurant
- Amy Wright: Mary
- Camryn Manheim: Basil
- Kate Mara: Allyson

## Premis i nominacions
- Premi del guió (The Walto Salt Screenwritting Award) al Sundance Film Festival de 1999.
- Seleccionat al Festival Internacional de Cinema de Toronto 1999.

## Al voltant de la pel·lícula
- És el primer film dirigida per Frank Whaley qui fins aleshores havia estat actor.
- El film va ser rodat amb pocs mitjans, essencialment a Staten Island, un suburbi de Nova York no lluny del lloc de residència de Whaley. L'escola del film és la Staten Island Technical High School[3]
- Frank Whaley fa un cameo en el paper d'un creditor que molesta el pare de Joe sota la mirada del seu fill.